# Earina aestivalis
Earina aestivalis är en orkidéart som beskrevs av Thomas Frederic Cheeseman. Earina aestivalis ingår i släktet Earina och familjen orkidéer. Inga underarter finns listade i Catalogue of Life.